# Francesco Bastianoni
Francesco Bastianoni (Torino, 1960) è un disegnatore e illustratore italiano.

## Biografia
Debutta nel settore fumettistico disegnando Battista il Collezionista, serie scritta da Moreno Burattini e pubblicata sulla rivista Collezionare, fondata e diretta dallo stesso Burattini. Successivamente si dedica soprattutto all'illustrazione e alla grafica pubblicitaria.
Nel 1991 approda alla Sergio Bonelli Editore entrando nello staff di Nathan Never, serie su cui esordisce con il numero 17 pubblicato nell'ottobre 1992 con il titolo Sopravvivenza Zero: i testi sono di Michele Medda. Successivamente disegna anche alcune storie per Agenzia Alfa e uno Speciale di Nathan Never.